# Payera
Payera es un género con diez especies de plantas fanerógamas perteneciente a la familia de las rubiáceas. 
Es nativa de Madagascar.

## Especies
- Payera bakeriana (Homolle) Buchner & Puff (1993).
- Payera beondrokensis (Humbert) Buchner & Puff (1993).
- Payera conspicua Baill. (1878).
- Payera coriacea (Humbert) Buchner & Puff (1993).
- Payera decaryi (Homolle) Buchner & Puff (1993).
- Payera glabrifolia J.-F.Leroy ex Buchner & Puff (1993).
- Payera homolleana (Cavaco) Buchner & Puff (1993).
- Payera madagascariensis (Cavaco) Buchner & Puff (1993).
- Payera mandrarensis (Homolle ex Cavaco) Buchner & Puff (1993).
- Payera marojejyensis Buchner & Puff (1993).